# Gais 1948/1949
Fotbollsklubben Gais spelade säsongen 1948/1949 i allsvenskan, där man slutade trea och därmed tog det lilla silvret.
På grund av de olympiska spelen deltog inga allsvenska lag i svenska cupen 1948.

## Allsvenskan

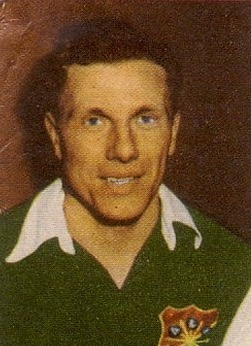
Rune Jingård i den nya "Arsenal"-tröjan.

Denna säsong debuterade den hårdskjutande "Atom-Egon" Johnsson för atleterna. Även Rune Jingård och Lars Andersson gjorde sin första säsong i Gais. Laget spelade stabilt, med en ryggrad i halvbackstrion Bertil Sernros, "Jack" Jacobsson och "Tjärpapp" Rosenqvist och ett starkt anfall med Johnsson, "Sotarn" Larsson och Stig Andersson. Efter en säsong där Gais länge hade chans på serieseger slutade man trea, blott två poäng efter segrande Malmö FF, som dock hade en kolossalt mycket bättre målskillnad.
I maj 1949 introducerade Gais de grönvita så kallade Arsenal-tröjorna, som ersatte de tidigare grönsvartrandiga.

### Tabell
| Nr | Lag                 | S  | V  | O  | F  | GM | IM | MS  | P  |
| -- | ------------------- | -- | -- | -- | -- | -- | -- | --- | -- |
| 1  | Malmö FF            | 22 | 12 | 5  | 5  | 72 | 29 | +43 | 29 |
| 2  | Hälsingborgs IF     | 22 | 11 | 7  | 4  | 48 | 30 | +18 | 29 |
| 3  | Gais                | 22 | 12 | 3  | 7  | 41 | 29 | +12 | 27 |
| 4  | Degerfors IF        | 22 | 10 | 5  | 7  | 45 | 33 | +12 | 25 |
| 5  | AIK                 | 22 | 11 | 3  | 8  | 42 | 38 | +4  | 25 |
| 6  | IFK Göteborg        | 22 | 9  | 5  | 8  | 36 | 33 | +3  | 23 |
| 7  | IFK Norrköping (RM) | 22 | 8  | 6  | 8  | 38 | 33 | +5  | 22 |
| 8  | Jönköpings Södra    | 22 | 6  | 10 | 6  | 34 | 52 | −18 | 22 |
| 9  | IS Halmia           | 22 | 6  | 7  | 9  | 33 | 39 | −6  | 19 |
| 10 | IF Elfsborg         | 22 | 7  | 4  | 11 | 28 | 47 | −19 | 18 |
| 11 | Örebro SK (U)       | 22 | 5  | 4  | 13 | 30 | 50 | −20 | 14 |
| 12 | Landskrona BoIS (U) | 22 | 3  | 5  | 14 | 26 | 60 | −34 | 11 |

### Seriematcher
| Motståndare         | Hemmamatch | Bortamatch |
| ------------------- | ---------- | ---------- |
| Malmö FF            | 1–5        | 1–0        |
| Hälsingborgs IF     | 4–0        | 1–5        |
| Degerfors IF        | 1–0        | 0–1        |
| AIK                 | 1–1        | 2–0        |
| IFK Göteborg        | 0–0        | 2–1        |
| IFK Norrköping      | 2–0        | 0–5        |
| Jönköpings Södra IF | 2–0        | 1–2        |
| IS Halmia           | 1–0        | 0–0        |
| IF Elfsborg         | 1–2        | 5–1        |
| Örebro SK           | 4–1        | 2–3        |
| Landskrona BoIS     | 6–0        | 4–2        |

## Spelarstatistik

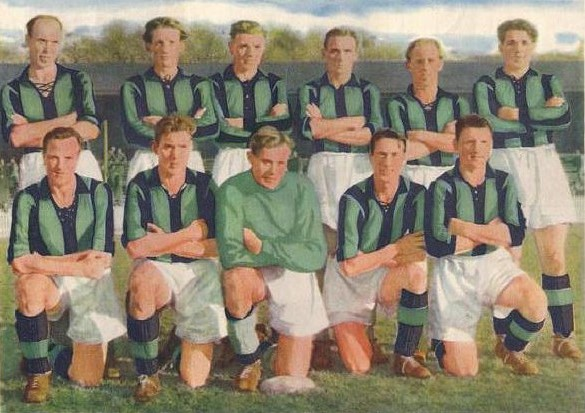
Gais 1948/1949. Stående från vänster: Sven "Jack" Jacobsson, Lars Andersson, Rune Johansson (Jingård), Leif Larsson, Stig Andersson, Egon Johnsson. Knästående: Bertil Sernros, Rolf Gustafsson, Curt Thorstensson, Göte Karlsson, Sixten Rosenqvist. Bild från Rekordmagasinet.

| Spelare                | Matcher | Mål |
| ---------------------- | ------- | --- |
| Stig Andersson         | 22      | 4   |
| Rolf Gustafsson        | 22      |     |
| Sixten Rosenqvist      | 22      |     |
| Curt Thorstensson (mv) | 22      |     |
| Rune Jingård           | 21      | 2   |
| Bertil Sernros         | 21      | 2   |
| Sven Jacobsson         | 21      |     |
| Egon Johnsson          | 20      | 14  |
| Leif Larsson           | 19      | 13  |
| Lars Andersson         | 17      | 4   |
| Göte Karlsson          | 17      |     |
| Arne Lund              | 6       |     |
| Stig Lindqvist         | 5       |     |
| Rune Karlsson          | 4       | 2   |
| Erland Ekström         | 2       |     |
| Sven Widlund           | 1       |     |